# Cuba: uma Nova História
Cuba: uma nova história (no original em inglês: Cuba: A New History)  é um livro sobre a história de Cuba, escrito pelo historiador britânico, Richard Gott.

## Resenha
Fidel Castro e a Revolução Cubana não podem ser entendidos fora do contexto histórico da ilha, pois são parte de um processo contínuo de luta pela formação da identidade nacional daquele povo caribenho.
Esta é a mensagem essencial desse livro escrito pelo jornalista e historiador britânico, Richard Gott, pesquisador honorário do Instituto para o Estudo das Américas da Universidade de Londres, e um estudioso dos movimentos revolucionários latino-americanos.
A obra traça um panorama abrangente e profundo da ilha de Castro, narrando os massacres cometidos pelos espanhóis contra os nativos da terra, os movimentos pela independência, especialmente o liderado por José Martí, e a guerra entre Estados Unidos e Espanha (1898), pelo domínio da ilha, sem esquecer a ignominiosa "Emenda Platt",
Ao tratar da Revolução comandada por Fidel, Gott foge à armadilha dos extremos, enunciando uma perspectiva (européia) diferente da visão comum norte-americana, marcada pelo sectarismo de natureza ideológica. Com esse cuidado, ele analisa a aproximação de Havana com Moscou e a perigosa Crise dos Mísseis, chegando até os tempos pós-União Soviética.